# The Internet
The Internet — американская соул-группа, сформированная в 2011 году в Лос-Анджелесе, штат Калифорния, и исполняющая музыку на стыке ритм-н-блюза, хип-хопа, джаза, фанка и EDM. Номинант на премию «Грэмми-2016» в категории «Лучший альбом в жанре современной городской музыки» и неоднократно — на премию Soul Train Music Awards.
В текущий состав группы входят: вокалистка Сид (в прошлом — Syd tha Kyd), клавишник Мэтт Маршианс, гитарист Стив Лейси, басист Патрик Пейдж II и барабанщик Кристофер Смит. На счету у коллектива четыре студийных альбома: Purple Naked Ladies (2011), Feel Good (2013), Ego Death (2015) и Hive Mind (2018), а также три EP и более десятка синглов.

## История
Группа The Internet была образована в 2011 году двумя участниками хип-хоп-коллектива Odd Future Сидни Беннетт и Мэттом Маршиансом совместно с приглашёнными музыкантами Патриком Пейджем, Кристофером Смитом и Тэйем Уокером. Название она получила благодаря шутке одного из основателей Odd Future Вирона Тёрнера (известного как Left Brain): в интервью 2011 года у него спросили, откуда он родом, на что Тёрнер ответил: «Ненавижу, когда меня об этом спрашивают — буду говорить, что я из интернета». Эта идея позабавила Сид и вдохновила её назвать так свой сайд-проект, положивший начало группе The Internet.
Дебютный релиз группы Purple Naked Ladies вышел 20 декабря 2011 года — и стал первым полноформатным альбомом на лейбле Odd Future Records, который в том же году запустил другой основатель и главный идеолог Odd Future, рэпер Tyler, the Creator. На два сингла из пластинки, «Cocaine» и «Fastlane», были выпущены музыкальные клипы. В 2012 году в альбоме Odd Future The OF Tape Vol. 2 появился трек «Ya Know» в исполнении дуэта лидеров The Internet Сид и Мэтта Маршианса.
В сентябре 2013 года группа выпустила свой второй лонгплей Feel Good, и его тепло встретили фанаты и музыкальные критики. Как и Purple Naked Ladies, он был записан дома у Сид и ограничен небольшим бюджетом. Ранее на платформе SoundCloud через аккаунт Odd Future был опубликован не вошедший в альбом трек «Give It Time». 10 июня 2013 года The Internet выступили в поддержку Мака Миллера на его концерте в Лондоне в рамках продвижения второго альбома рэпера Watching Movies with the Sound Off.
Третий студийный альбом группы Ego Death (с англ. — «Смерть эго») вышел в июне 2015 года на лейблах Odd Future и Columbia Records. В интервью NPR Мэтт Маршианс объяснил выбор такого названия: «Многим из тех, кого мы знаем, так или иначе приходится усмирять своё эго. Кто-то теряет работу, хотя ещё в прошлом году был на высоте; у кого-то карьера идёт в неожиданном для него направлении. И это просто два слова, о которых хочется, чтобы люди сегодня задумались, потому что среди нас на самом деле много тех, кто в интернете — будь то Instagram, Twitter — это множество [раздутых] „эго“, за которыми, по сути, ничего не стоит». Пластинка получила широкое общественное признание. В декабре 2015 года она была номинирована на премию «Грэмми» в категории «Лучший альбом в жанре современной городской музыки». Особую популярность снискал второй сингл нового альбома, песня «Girl», записанная совместно с продюсером Kaytranada.
После выхода Ego Death каждый из участников сосредоточился на своём сольном проекте. В 2017 и 2018 годах увидели свет дебютные альбомы The Drum Chord Theory Маршианса, Fin Сид и Letters of Irrelevance Патрика Пейджа, первый EP Стива Лейси Steve Lacy's Demo, а также альбом Loud Кристофера Смита в составе дуэта C&T.
В декабре 2017 года гитарист The Internet Стив Лейси сказал диджею Мэтту Уилкинсону с радиостанции Beats 1, что следующий альбом группы готов почти на «95 %». «По моим ощущением, он находится на более высоком уровне, чем Ego Death. Я люблю Ego Death, это была отличная запись, но я знаю, что [мы сделали] шаг вперёд», — добавил он.
В апреле 2018 года, вскоре после того как басист Патрик Пейдж анонсировал свой дебютный релиз, группа опубликовала сингл «Roll (Burbank Funk)» в поддержку своего будущего — четвёртого по счёту — студийного альбома Hive Mind. В треке звучит совместный лид-вокал Сид и Стива Лейси. Hive Mind был анонсирован в мае и выпущен 20 июля 2018-го. Представленный месяцем ранее видеоклип на второй сингл «Come Over» стал режиссёрским дебютом для солистки группы Сид. В октябре того же года The Internet выступили на разогреве у проекта Gorillaz — они открыли пять из шести концертов североамериканской части их тура The Now Now, завершившегося фестивалем Demon Dayz в Лос-Анджелесе. Между тем концерт на Скоушабэнк-арене 8 октября 2018-го стал первым стадионным выступлением коллектива.
В апреле 2022 года в интервью журналу NME Сид сказала: «Следующий альбом The Internet будет последним. Понятия не имею, что будет дальше. Не знаю. Возможно, мы создадим [собственный] лейбл The Internet. Мы это обсуждали — просто взять и подписать самих себя». Позже в своём Twitter-аккаунте группа пояснила, что под словами о последнем альбоме подразумевался не грядущий распад коллектива, а окончание контракта с их текущим лейблом Columbia.

## Состав группы
Текущий состав
- Сидни «Сид» Беннетт[англ.] — вокал (2011—наши дни)
- Мэтт Маршианс[англ.] — клавишные, вокал (2011—наши дни)
- Стив Лейси — гитара, вокал (2015—наши дни)
- Патрик Пейдж II (англ. Patrick Paige II) — бас-гитара (2013—наши дни)
- Кристофер Аллан Смит (англ. Christopher Allan Smith) — ударные (2013—наши дни)

Бывшие участники
- Тэй Уокер[англ.] — клавишные (2011—2013)
- Джамиль Брунер (англ. Jameel Bruner) — клавишные (2013—2016)

## Дискография

### Студийные альбомы
| Purple Naked Ladies                                                             | - Выпущен: 20 декабря 2011 - Лейблы: Odd Future, Sony - Форматы: CD, цифровая загрузка         | —  | —  | — | 31 | —  | —  | —  | —  | —  | — |
| Feel Good                                                                       | - Выпущен: 24 сентября 2013 - Лейблы: Odd Future, Sony - Форматы: CD, цифровая загрузка        | —  | —  | — | 11 | —  | —  | —  | —  | —  | — |
| Ego Death                                                                       | - Выпущен: 26 июня 2015 - Лейблы: Odd Future, Columbia - Форматы: CD, цифровая загрузка, винил | 89 | 9  | 3 | —  | 45 | —  | —  | —  | —  | — |
| Hive Mind                                                                       | - Выпущен: 20 июля 2018 - Лейбл: Columbia - Форматы: CD, цифровая загрузка, винил              | 26 | 14 | 2 | —  | 40 | 45 | 53 | 89 | 39 | 3 |
| Знак «—» означает, что альбом не был выпущен в этой стране или не попал в чарт. |                                                                                                |    |    |   |    |    |    |    |    |    |   |

### Мини-альбомы
| Название                                                   | Детали                                                                    |
| ---------------------------------------------------------- | ------------------------------------------------------------------------- |
| Purple Naked Ladies (4 Bonus Songs EP)                     | - Выпущен: 1 февраля 2012 - Лейбл: Odd Future - Формат: Цифровая загрузка |
| - Black and Blue Point Two - (совместно c Raleigh Ritchie) | - Выпущен: 14 апреля 2014 - Лейбл: Columbia - Формат: Цифровая загрузка   |
| Ego Death (Bonus Tracks)                                   | - Выпущен: 13 ноября 2015 - Лейбл: Odd Future - Формат: Цифровая загрузка |

### Синглы
| «Love Song - 1»                                                                | 2011 | —  | —  | —  | —  | Purple Naked Ladies |
| «They Say»                                                                     | 2011 | —  | —  | —  | —  | Purple Naked Ladies |
| «Cocaine»                                                                      | 2011 | —  | —  | —  | —  | Purple Naked Ladies |
| «Fastlane»                                                                     | 2012 | —  | —  | —  | —  | Purple Naked Ladies |
| «Partners In Crime Part Two»                                                   | 2013 | —  | —  | —  | —  | Feel Good           |
| «Dontcha»                                                                      | 2013 | —  | —  | —  | —  | Feel Good           |
| «Special Affair»                                                               | 2015 | —  | —  | —  | —  | Ego Death           |
| «Under Control»                                                                | 2015 | 19 | —  | —  | —  | Ego Death           |
| «Girl»                                                                         | 2015 | 19 | 28 | 44 | 89 | Ego Death           |
| «Roll (Burbank Funk)»                                                          | 2018 | —  | —  | —  | —  | Hive Mind           |
| «Come Over»                                                                    | 2018 | —  | —  | —  | —  | Hive Mind           |
| «La Di Da»                                                                     | 2018 | —  | —  | —  | —  | Hive Mind           |
| Знак «—» означает, что сингл не был выпущен в этой стране или не попал в чарт. |      |    |    |    |    |                     |

### Другие проекты
| Название                                                      | Год  | Ведущий исполнитель | Альбом                             | Роль                     |
| ------------------------------------------------------------- | ---- | ------------------- | ---------------------------------- | ------------------------ |
| «They Say»                                                    | 2011 | Odd Future          | 12 Odd Future Songs                |                          |
| «Ya Know»                                                     | 2012 | Odd Future          | The OF Tape Vol. 2                 | Приглашённый исполнитель |
| «Navy»                                                        | 2012 | Kilo Kish           | Homeschool                         | Продюсирование           |
| «Blue Jeans (Odd Future's The Internet Mix)»                  | 2012 | Лана Дель Рей       | Blue Jeans Remixes                 | Ремикс                   |
| «You’re the One (Odd Future’s The Internet ft. Mike G Remix)» | 2012 | Charli XCX          | Heartbreaks and Earthquakes        | Ремикс                   |
| «Fitzpleasure (The Internet of Odd Future Remix)»             | 2012 | alt-J               | Summer                             | Ремикс                   |
| «Watergun»                                                    | 2012 | Kilo Kish           | внеальбомный сингл                 | Продюсирование           |
| «Pull Me Down (The Internet Remix)»                           | 2013 | Микки Экко          | Time                               | Ремикс                   |
| «Objects In The Mirror»                                       | 2013 | Мак Миллер          | Watching Movies with the Sound Off | Приглашённый исполнитель |
| «Karma (Internet Edition)»                                    | 2015 | Тэй Уокер           | 25HAD                              |                          |

## Награды и номинации

### Soul Train Awards
| Год  | Номинируемая работа | Категория            | Результат |
| ---- | ------------------- | -------------------- | --------- |
| 2015 | The Internet        | «Centric Certified»  | Номинация |
| 2018 | «Come Over»         | Песня года           | Номинация |
| 2018 | Hive Mind           | Альбом/микстейп года | Номинация |
| 2018 | «Come Over»         | Видео года           | Номинация |

### «Грэмми»
| Год  | Номинируемая работа | Категория                                          | Результат |
| ---- | ------------------- | -------------------------------------------------- | --------- |
| 2016 | Ego Death           | Лучший альбом в жанре современной городской музыки | Номинация |